# کلوچه و مسقطی
کلوچه و مسقطی یکی از شیرینی‌های معروف ایرانی است که از سوغات‌های شیراز محسوب می‌شود.
در شهر شیراز مسقطی را با کلوچه می‌خورند تا لذت خوردن آن دو برابر شود.
کلوچه انواع مختلفی دارد که از ایران گرفته تا جوامع مختلف جوامع دور از وطن از جمله در اروپای شرقی، و آمریکای شمالی انواع کلوچه را درست می‌کنند.
کلوچه شیرازی نوع خاصی از کلوچه است که با آرد برنج و آرد و روغن درست می‌شود. برای تهیه مسقطی شیرازی از نشاسته، گلاب، هل، شکر، زعفران، روغن مایع، پودر پسته، آب استفاده می‌شود.

در فرهنگ دهخدا آمده است که حلوای مسقطی نوعی شیرینی است که از نشاسته تهیه می‌شود و اصل مسخته است و عرب به آن مشاش گوید و نوعی شیرینی است که نشاسته و هل که به شکل لوزی بُرند و زفت‌تر از راحه الحلقوم است. 

کلوچه
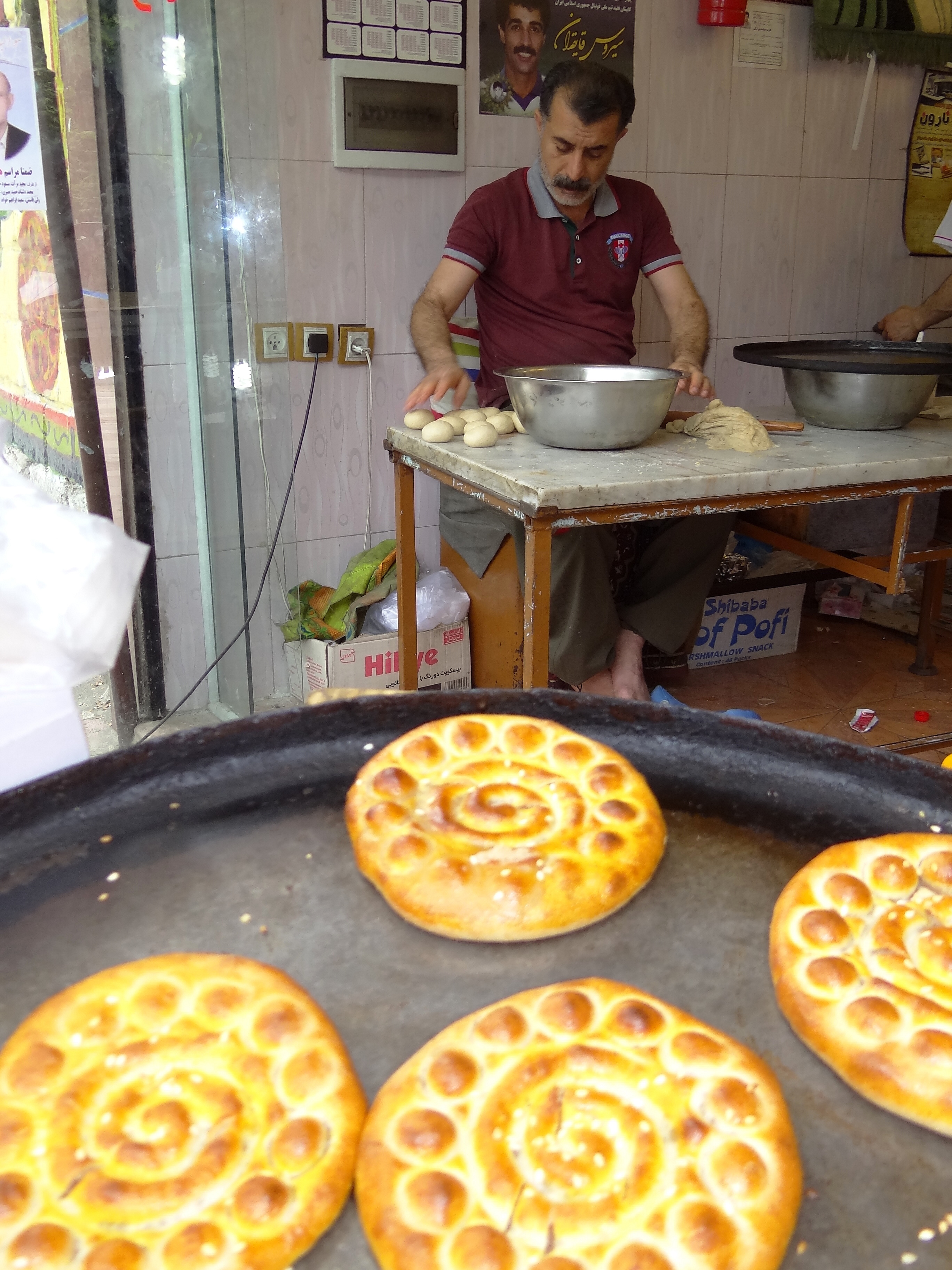
کلوچه سنتی در روستای پونل استان گیلان
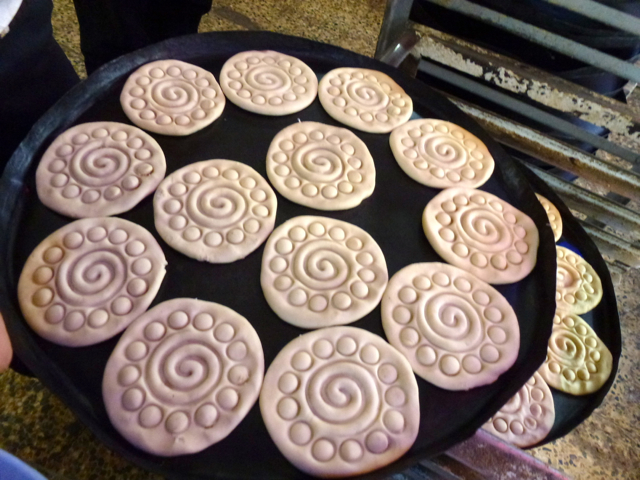
کلوچه نازک معروف فومن قبل از پخت